# Tower of God
Tower of God (신의 탑?, Shin-eh tahpLR) è un sonyon manhwa sudcoreano disegnato e ideato da Lee Jong-hui (이종휘?, in arte SIU), serializzato sulla piattaforma webtoon della Naver Corporation, Naver Webtoon, dal 2010. Successivamente, l'opera è stata ufficialmente tradotta in inglese dal 2014 sul portale Live Webtoon e in giapponese dal 2018 sul portale Line Manga. Nel 2019, la Youngcom ha pubblicato la versione cartacea del manhwa.
Il manhwa ha ricevuto un adattamento animato realizzato dallo studio giapponese TMS Entertainment; l'anime è andato in onda a partire dall'aprile al giugno 2020. Una seconda stagione è stata trasmessa da luglio a dicembre 2024.
In Italia, la serie animata è stata distribuita da Crunchyroll, mentre il manhwa viene pubblicato da Star Comics a partire dal giugno 2021.

## Trama
Baam Venticinquesimo è cresciuto immerso nell'oscurità e nella totale solitudine. Il suo unico raggio di luce è stato Rachel, la ragazza che fin da quando ha memoria gli è stata vicino, insegnandogli a parlare raccontandogli del mondo esterno. Rachel ha però un'ossessione ed è disposta a tutto per realizzarla: vedere le stelle ed il cielo; pur di esaudire il proprio desiderio è persino disposta a entrare nella Torre del Dio, una struttura mastodontica e dall'altezza indefinita sulla cui vetta si dice che ogni desiderio potrà essere esaudito. Baam la segue per fermarla, ma entrambi vengono teletrasportati all'interno della torre, dove tuttavia Baam perde subito le tracce di Rachel.

### Piano terra
Headon, guardiano del piano terra e colui che per primo sceglie e seleziona i candidati alla scalata, sottopone Baam ad un test: deve far scoppiare un pallone dentro la gabbia in cui è presente un'enorme Anguilla bianca d'acciaio.
La principessa Yuri Zahard, arrivata mossa dalla curiosità, resta indignata da un simile test poiché lo considera un suicidio per un novellino. Gli presta quindi una delle proprie armi, un ago chiamato Marzo Nero, e grazie a questa vince e viene immediatamente trasportato nel piano seguente, senza avere nemmeno il tempo di restituire a Yuri l'arma.

### Piano di Evankell
Baam si ritrova in una grande prateria dove partono subito una serie di altri test. Qui incontra e fa amicizia con Khun Agero Agnes e il riluttante Rak Wraightraiser. L'amministratore Lero-ro e il direttore del piano Yu Han-Sung sottopongono Baam e gli altri candidati ad una serie di prove e "giochi" da affrontare in squadra. Durante il gioco bonus ruba la corona Baam incontra nuovamente Rachel, ma Marzo Nero gli viene sottratto da Anak.
Segue un mese in cui tutti i regolari vengono addestrati per migliorare la loro abilità con lo shinsu e per permettere loro di specializzarsi in una delle cinque categorie (pescatori, esploratori, portatori di lancia, portatori di luce, controllori d'onda). In questo periodo Baam riesce a farsi apprezzare e benvolere da molti dei suoi avversari e alleati tra cui Androssi, un'altra principessa Zahard.
Segue un test da parte del Ranker Quant Blitz, in cui Baam mette in mostra un innato talento nel manipolare il Shisu, riuscendo a copiare all'istante alcune tecniche che altri regolari o ranker hanno perfezionato in anni di allenamento. Durante l'ultima prova Rachel tradisce però Baam, mossa dall'invidia e volendo tagliare ogni legame con la vita precedente. Lo spinge in acqua e mente agli altri dicendo che è morto per difenderla da un mostro di alto livello. Poiché gli altri sentono un grosso debito di riconoscenza nei confronti di Baam (che prima di morire ha stretto una promessa con l'amministratore ottenendo il permesso per tutti loro di continuare comunque la scalata) decidono di scortare Rachel al suo posto. Khun è l'unico che ha delle riserve su quanto accaduto.
Baam tuttavia è sopravvissuto per miracolo, e dopo esser stato soccorso da Yu Han-Sung, fa un patto con quest'ultimo per proseguire la scalata.

### Ventesimo piano
Sei anni dopo Ja Wangnan, ragazzo apparentemente privo di abilità particolari e con gli strozzini alle calcagna, prova a sostenere per l'ennesima volta il test del ventesimo piano. Qui incontra il fortissimo Jyu Viole Grace, candidato slayer dell'organizzazione criminale FUG, e cerca di convincerlo a collaborare per aiutarlo a passare il test.
Il ranker che gestisce il ventesimo piano sfida Jyu Viole Grace in un 1 contro 1 allo scopo di farlo perdere. Ja Wangnan però si intromette nello scontro assicurando la vittoria di Viole in cambio di aiuto contro la situazione che sta degenerando a svantaggio dei suoi alleati nel test in corso. A loro due si uniscono quindi Yeon Yihw, Akraptor, Miseng, Prince, Goseng e Beniamino Ilmar "Horyang". Con questa squadra il gruppo passa il test ed accede al 21º piano.
Prima di proseguire al piano superiore Wangnan viene a conoscenza del passato di Viole (in realtà Baam) dalla guida Hwaryun, che gli racconta di come egli sia stato tradito dalla sua più cara amica e creduto morto da tutti, di come poi sia stato e sia ancora manipolato da FUG con la minaccia che a ogni sua disubbidienza seguirebbe la morte di uno degli amici che più gli erano a cuore. Wangnan scosso dal racconto chiede a Hwaryun di mostrargli la strada per permettergli di far ricongiungere Viole alle persone con cui desidererebbe essere. La guida gli risponde che se Viole riuscirà ad arrivare entro un anno al trentesimo piano potranno prendere parte alla Battaglia di Laboratorio e lì Viole potrà rincontrare le persone che gli sono care.
Il team di Wangnan (anche noto come team Tangsooyook) si mette quindi subito in marcia per superare i piani che li separano dal trentesimo nel minor tempo possibile.

## Universo
La storia di Tower of God è la prima appartenente all'universo di Talse Uzer.

### Ambientazione
Le vicende si svolgono all'interno della Torre del Dio (신의 탑?, sin-ui tabLR), una misteriosa struttura di enormi dimensioni all'interno della quale sono presenti molteplici ambienti naturali popolati da numerose specie intelligenti.
La Torre è costituita da un numero sconosciuto di piani; finora ne sono stati conquistati 134 da Zahard, ma nessuno è mai riuscito a sconfiggere il guardiano del 135°. Ogni piano è costituito da tre sezioni: una esterna adibita a zona residenziale, una interna dove i regolari affrontano le prove e una intermedia che funge da collegamento tra le prime due. L'intera struttura è permeata da una sostanza chiamata Shinsu (신수?, sinsuLR) che possiede diverse proprietà speciali e che può essere utilizzata per manipolare la materia, come arma o per aumentare le proprie abilità e caratteristiche fisiche. Ogni piano ha un guardiano, un Governante e degli amministratori che gestiscono le prove per i regolari. Unica eccezione è il 43º piano, dove il guardiano è stato ucciso da un irregolare e dove quindi non esistono regole o limitazioni, eccetto quelle dettate dagli abitanti. Gli Irregolari hanno accesso alla torre attraverso i cancelli del primo piano, il cui guardiano è Headon. Il 133º piano rappresenta il traguardo per divenire Ranker.
L'impero di Zahard si estende quindi fino al 134º piano, ed è controllato attraverso una gerarchia di potere che parte dai tre Lord e continua attraverso i nobili delle Dieci Grandi Famiglie e le principesse del re, cui Zahard ha concesso parte del proprio potere. Le principesse non sono legate al re da vincoli di sangue, ma sono scelte in base alla forza e all'abilità.
Essendo la Torre completamente sigillata, il mondo esterno è pressoché sconosciuto.

### Categorie
I personaggi della Torre si suddividono in quattro categorie: i Regolari, gli Irregolari, i Rankers e gli High Rankers.
- Regolari: i Regolari sono abitanti della parte residenziale della Torre che hanno dimostrato particolari abilità e vengono scelti come candidati per effettuare la scalata. La prima selezione viene svolta da Headon, il guardiano del piano terra. Questa categoria comprende la maggior parte delle persone presenti nella Torre. I Regolari vengono in classificati in base all'abilità in gradi F, E, D, C, B e A. Il grado F si ottiene solamente entrando nella torre, per gli altri gradi invece bisogna superare dei test specifici.
- Irregolari: gli Irregolari sono persone che accedono alla torre dall'esterno. Rispetto ai regolari sono molto più forti, o possiedono delle abilità particolari e sono quindi temuti dagli abitanti della Torre, poiché in passato l'ingresso di un irregolare ha sempre portato disordine, terrore e cambiamento nella Torre.
- Rankers: i Rankers sono ex regolari che hanno raggiunto il 133º piano a cui viene riconosciuto un ranking (una gerarchia) e assegnato un compito all'interno della Torre. Poiché su dieci milioni di scalatori della Torre solo due sopravvivono fino a diventare Rankers, la loro forza è considerata mostruosa.
- High Rankers: sono i più forti tra i Rankers e ne costituiscono l'1%. Solitamente hanno compiti molto importanti all'interno della Torre, e anche loro come i Rankers hanno una graduatoria. Alcuni di essi sono nella Torre da talmente tanto tempo che riescono a scomparire dal ranking, perciò il loro livello di potenza è sconosciuto.

## Personaggi
Baam Venticinquesimo (스물 다섯번째 밤?, Seumul daseosbeonjjae BamLR) / Jyu Viole Grace (쥬 비올레 그레이스?, Ju Biolle GeuleiseuLR)
Doppiato da: Taichi Ichikawa (ed. giapponese), Alessio Talamo (ed. italiana)
Entra da irregolare nella Torre del Dio per inseguire la sua amica Rachel, ma dopo che lei lo ha tradito si trova costretto a diventare una pedina del FUG, la terribile associazione che punta a spodestare re Jahad, in cambio della vita dei suoi amici, per cui assume lo pseudonimo di Jyu Viole Grace.
Grazie all'aiuto del suo maestro, Ha Jinsung, di Khun e di tutti i suoi amici, riesce sfuggire alle grinfie del FUG durante la Battaglia di Laboratorio e riprende la scalata assieme a loro. Il suo obiettivo però, nonostante il potere del Thorn appena acquisito, è ancora quello di rincorrere Rachel, perciò sale sul treno infernale con i suoi alleati in cerca di una resa dei conti, che però non avviene: Rachel si è alleata con il fortissimo Hoaquin e resta così fuori dalla sua portata.
Sul Piano della Morte incontra Garam Jahad, una principessa di Jahad che si sta nascondendo dopo aver scoperto i segreti più sporchi della storia della Torre. Garam fa intendere a Baam che potrebbe essere figlio di Arlene Grace e V., due degli irregolari che entrarono nella torre assieme a Jahad, ma che furono cancellati dalla storia nel marasma delle guerre della Genesi. Dopo essere sfuggito a Kallavan durante la battaglia dell'Ultima Stazione, incomincia ad allenarsi con Evankell con il solo scopo di sconfiggerlo e riprendersi Ha Jinsung, tenuto come ostaggio nel Nido da Khun Maschenny Jahad.
Rachel (라헬?, RahelLR)
Doppiata da: Saori Hayami (ed. giapponese), Chiara Leoncini (ed. italiana)
Unica amica di Baam prima del suo ingresso nella Torre, diventa poi la sua più crudele e infima rivale. Si dimostra una manipolatrice spietata, capace di uccidere con le proprie mani Baam pur di poter realizzare i propri sogni e capace di fingersi incapace di camminare per otto anni pur di sfruttare a proprio vantaggio coloro che le si avvicinavano mossi dalla compassione.
Invidia Baam perché - al contrario suo - lui è quello destinato a cambiare il mondo, circondato da persone che lo amano e si battono per lui. Il fatto che lui continui a seguirla pure dopo il suo aperto tradimento la fa sentire importante, finché Baam le volta definitivamente le spalle dopo la morte apparente di Khun, arrivando a dirle che se farà ancora del male ai suoi amici la ucciderà indipendentemente da tutto quello che c'è stato in passato tra loro. Dopo questa ennesima umiliazione, Rachel, assieme a Yura, ultima alleata che le è rimasta fedele, prova a farsi inseguire ancora promettendo di conoscere qualcosa sul passato di Baam che persino lui ignora. Durante la battaglia dell'Ultima Stazione, però, Baam e Androssi non le salvano assieme agli altri ostaggi ed entrambe riescono a sopravvivere solo grazie all'aiuto di Po Bidau Gustang.
Khun Aguero Agnes (쿤 아게로 아그니스?, Kun Agero AgnisLR)
Doppiato da: Nobuhiko Okamoto (ed. giapponese), Ezio Vivolo (ed. italiana)
Discendente diretto di una delle Dieci Grandi Famiglie, si e lasciato alle spalle nome e potere per fuggire nella Torre assieme a una buona parte del tesoro di famiglia. Nel piano di Evankhell incontra Baam e fiutando il suo talento, lo convince a terminare la prova assieme a lui e all'esagitato Rak Wraightraiser.
All'inizio le sue uniche armi sono le sue incredibili doti di stratega e una valigetta che gli permette di usare il potere della clonazione; nel corso della storia crescerà tantissimo, sviluppando prima le sue abilità cone Portatore di Luce assieme a Evan e poi quelle di utilizzatore del ghiaccio assieme a Khun Eduan; dopo la sua morte apparente nell'arco del Piano Nascosto e la successiva "resurrezione" grazie all'aiuto di Yeon Woon, imparerà a utilizzare persino -con gravi controindicazioni- la fiamma curativa della famiglia Yeon.
La sua indole all'inizio così calcolatrice e fredda si ammorbidisce solo e soltanto quando Baam o Rak sono coinvolti: li considera i suoi unici veri alleati e il suo unico vero team e per la loro felicità (soprattutto quella di Baam) è disposto a scendere a compromessi che in altre circostanze il suo solito cinismo difficilmente gli permetterebbe. Porta moltissimo rancore a Rachel, colpevole di aver tradito Baam, di aver mentito ai suoi alleati e di averlo costretto a diventare una pedina del FUG. Più volte affronta Rachel mettendola davanti alla sua stessa debolezza con lo scopo di umiliarla e farla soffrire, tanto che si trattiene dall'ucciderla soltanto perché teme che Baam non riuscirebbe a perdonarglielo.
Ha Yuri Jahad (하 유리 자하드?, ha yuli jahadeuLR)
Doppiata da: Mariko Honda (ed. giapponese), Federica Simonelli (ed. italiana).
Una delle più forti tra le principesse di Jahad.
Trovandosi casualmente nei pressi del piano terra all'arrivo di Baam nella Torre, è la prima a incontrarlo, a scoprire la sua natura di Irregolare e a provare per lui un'istintiva curiosità e simpatia. Interviene prima dell'inizio della prima prova salvando Baam da morte quasi certa: per aiutarlo gli affida nientemeno che Marzo Nero, una delle spade della Collezione dei Tredici Mesi.
Nella seconda stagione salva Baam dopo lo scontro con Hoaquin sul Treno Infernale e si propone di accompagnarlo sul Piano della Morte a patto che lui riesca a portarle il nome di Kaiser entro due giorni. Profondamente legata a Baam, lo aiuta di nuovo durante il tragico scontro dell'Ultima Stazione, dandogli di nuovo Marzo Nero e finendo così processata con accusa di tradimento a Jahad.
Rak Wraightraiser (라크 레크레이셔?, lakeu lekeuleisyeoLR)
Doppiato da: Kenta Miyake (ed. giapponese), Luca Ghignone (ed. italiana)
Comunemente soprannominato "alligatore" prima da Khun e poi da chiunque altro abbia avuto modo di incontrarlo, è un aspirante ranker dalle sembianze di coccodrillo gigante. È costantemente animato dal desiderio di incontrare avversari forti, ed è solito riferirsi a ogni essere umano dandogli della "tartaruga".
Quando si trova di fronte Baam e Khun Agero Agnes sul piano di Evankell si incaponisce a volerli attaccare e mangiare indipendentemente dall'esito della prova ma, grazie all'astuzia di Khun, viene costretto a formare un team con loro. Nonostante il suo egocentrismo e l'irruenza, è uno dei più sinceri amici di Baam e di Khun, ed è il primo a correre a testa basa contro il pericolo pur di salvarli quando si trovano in difficoltà, come nel caso della battaglia di Laboratorio o della Gabbia dei Cani. Dopo l'addestramento di Khun Eduan nel piano nascosto, impara a usare le pietre per attaccare o per rivestire parte del suo corpo; per questo si comincia a sospettare che in realtà sia un discendente dei nativi che abitavano la Torre prima dell'arrivo di Jahad e dei suoi compagni.
Anak Jahad (아낙 자하드?, anag jahadeuLR)
Doppiata da: Akira Sekine (ed. giapponese), Laura Cherubelli (ed. italiana)
È una ragazza lucertola, aspirante ranker, estremamente forte e abile nei combattimenti anche grazie al sangue di Jahad che le scorre nelle vene. È infatti figlia di una principessa fuggitiva che aveva infranto il massimo tabù per una Jahad e da lei ha ereditato le capacità e la sua spada, Aprile Verde, appartenente alla collezione dei tredici mesi. Si unisce al team di Ship Leesoo e punta a scalare la Torre per cercare vendetta contro tutti gli Jahad per ciò che è successo ai suoi genitori, ma finisce per sviluppare un rapporto di amicizia/rivalità con Androssi.
Sul piano di Evankell prova a impossessarsi anche della Marzo Nero che Baam ha ricevuto in prestito da Yuri, ma la principessa in persona riesce a riprendersi la spada e a salvare lei e Androssi da Lo Po Bia Ren. Alla Battaglia di Laboratorio si scontra due volte con Khun Ran e sviluppa una forte rivalità nei suoi confronti.
Urek Mazino (우렉 마지노?, uleg majinoLR)
Doppiato da: Hiroki Takahashi  (ed. giapponese), Alessandro Fattori (ed. italiana)
Terzo irregolare più forte della Torre (dopo rispettivamente Phantaminum ed Enryu), capace di competere con un Capofamiglia o addirittura -si dice- con lo stesso Jahad. Ha scelto di non unirsi alla causa del FUG e ha creato un'organizzazione indipendente con sede al 77º piano, il "Wolhaiksong" (letteralmente "albero alato sotto la luna"), con cui si dedica a combattere le ingiustizie e ad aiutare le persone virtuose e le belle ragazze. Ha una cotta per Garam Jahad, ma lei lo ha rifiutato più e più volte, convincendolo a tenersi alla larga dal Piano della Morte se non estremamente necessario. Si unisce però alla battaglia contro Hell Joe per via del senso di colpa e impedisce a Karaka di uccidere Miseng. Nel Piano Nascosto Khun e compagni incontrano la sua versione data, così imperfetta da detestarsi da sola, che collabora alla cattura dello Specchio e alla loro fuga prima della formattazione totale.
Androssi Zahard (엔도르시 자하드?, endoleusi jahadeuLR)
Doppiata da: Rie Suegara (ed. giapponese), Giulia Maniglio (ed. italiana)
È una principessa di Jahad, ma ancora non ha dimostrato le capacità per entrare in possesso di una delle spade della Collezione dei Tredici Mesi. È in grado di utilizzare il teletrasporto su breve distanza grazie a uno strumento estremamente raro, Bong Bong.
Si affeziona ad Anak, nonostante agli occhi di Zahard sia una ribelle che merita la morte. Quando Lo Po Bia Ren le ordina di ucciderla in cambio di una raccomandazione per la Collezione rifiuta anche a discapito della sua reputazione. Si affeziona anche a Baam sul piano di Evankell e gli promette un appuntamento se tornerà vivo dall'ultimo test. Credendolo morto per difendere Rachel, passa i successivi sei anni assieme a Leesoo e al suo team ma continua a sentire una forte nostalgia che la rende ancora più egocentrica di quanto non fosse già. Quando scopre che cosa il FUG ha fatto a Baam, mette in gioco vita e quel po' di reputazione che le è rimasta per salvarlo durante la Battaglia di Laboratorio e riesce finalmente a imporgli il tanto atteso appuntamento. Poi, per riscattare se stessa e Anak, accetta di recarsi alla Stazione dei Nomi per rubare il nome di Kaiser, ma viene colta alla sprovvista e il suo nome le viene sottratto. Viene salvata dall'intervento di Baam che pure cercava il nome di Kaiser per conto di Yuri e decide di seguire lui e il suo team sul Piano della Morte, finendo per essere allenata da Yuri sull'uso dello shinsoo. Schierandosi apertamente dalla parte di Baam durante la Battaglia dell'Ultima Stazione, si guadagna definitivamente la nomea di traditrice ed è costretta a nascondersi a bordo della sospendionave di Macaraco.
Ship Leesoo
Personaggio riflessivo e privo di spiccate capacità fisiche. Riesce a superare il piano del test formando un team assieme ad Anak Jahad e allo spadaccino Hatsu. Dopo il timeskip si scopre che è diventato abbastanza apprensivo e intelligente da ricoprire il ruolo di leader della sua squadra, di cui fanno parte anche Androssi, Verdi la burattinaia e Vespa.
Contribuisce alla battaglia di Laboratorio per salvare Baam nonostante sia praticamente l'ultimo a venire a sapere che è ancora vivo e alla Stazione dei Nomi escogita un piano per usare il nome di Viole per salvare Androssi, ma poi non potrà applicarlo a suo vantaggio perché Khun si oppone all'idea che la fama di Baam come membro di FUG possa essere usata per il tornaconto di qualcun altro dopo tutto ciò che hanno dovuto fare per strapparlo all'organizzazione. Pentito, Leesoo asseconda il piano alternativo di Khun e Baam. Il suo intervento è decisivo anche durante la battaglia dell'Ultima Stazione, quando con la sua sospendionave arriva appena in tempo per permettere la fuga di Baam e dei suoi alleati dalle grinfie di Kallavan. È poi sempre lui con il suo team a raggiungere Yeon Woon e a ottenere la "resurrezione" di Khun.
Ja Wangnan
Chiamato anche "Principe del distretto a luci rosse" e membro (se non leader) del team Tangsooyook assieme a Viole, Horyang, Yihwa, Miseng, Goseng, Prince e Akraptor. Ha un carattere all'apparenza bonario e altruista, ma è in realtà tormentato dai sensi di colpa per tutte le morti alle quali ha assistito ma non è riuscito a evitare.
Incontra Baam al ventesimo piano e scopre la sua vera identità dalla guida Hwaryun, decidendo di aiutarlo a raggiungere il trentesimo piano per permettergli così di unirsi alla Battaglia di Laboratorio e rivedere i suoi amici. Dopo che Baam torna dai suoi vecchi alleati, si consacra alla ricerca di Beniamino Cassano, unica chiave per risvegliare Horyang, fino al punto di salire sul Treno Infernale e schierarsi dalla parte di Rachel e Hoaqin.
Possiede un anello con il simbolo di Jahad ed è apparentemente immortale: è stato più volte coinvolto in situazioni in cui a rigor di logica sarebbe dovuto morire, ma è sempre riuscito a sopravvivere non si sa bene come: durante la battaglia di Laboratorio, ad esempio, è stato pugnalato al cuore; poi sul Treno Infernale è stato massacrato da Beniamino Cassano, ma è sempre riuscito a cavarsela. Viene lasciato intendere che sia il fratello creduto morto di Karaka (che possiede un anello identico al suo), nonché clone di Re Jahad in persona (visto che a quanto pare il "contratto di immortalità" viene applicato anche a lui) e, stando alle parole di Hwaryun, "uno dei più grandi errori dei Capifamiglia".
Yeon Yihwa (연 이화?, yeon ihwaLR)
Membro del team Tangsooyook e utilizzatrice del fuoco della famiglia Yeon. All'inizio è spaventata dalle sue stesse fiamme, di cui conosce e teme la potenza distruttiva; con il tempo, soprattutto grazie a Viole/Baam, acquista una maggiore sicurezza che la porta a sfruttare al massimo il suo potenziale durante il Dallar Show. È infatuata di Viole/Baam e decide di seguirlo sul Piano dalla Morte, ma prima di risalire sul Treno dopo la fermata alla Stazione dei Nomi, rimane coinvolta nello scontro tra lo Slayer Karaka e Yuri Jahad e viene data per dispersa. In realtà viene soccorsa dai membri dell'Albero Alato e riesce a sopravvivere, salvo poi essere rapita dagli scagnozzi del sedicente "Capitano."
Hwaryun
Guida del FUG, appartenente alla razza delle Streghe Rosse. Colpevole di aver istigato Rachel a ucciderlo durante la Caccia al pesce sommerso, accompagna Baam/Viole durante e la sua permanenza nel FUG, diventando la sua Guida personale. È lei a rivelare a Wangnan la vera identità di Viole e a indirizzare il team Tangsooyook verso la Battaglia di Laboratorio. Manipolatrice e fredda, si preoccupa solo della sicurezza di Baam e inizia a interessarsi dei più stretti alleati (Khun e Rak) solo in funzione del fatto che se li mettesse in pericolo Baam finirebbe per cacciarsi a sua volta nei guai pur di salvarli. È sempre lei, dopo aver fatto in modo che Baam si impadronisse del Thorn, a consigliare al gruppo di salire sul Treno Infernale. Segue Baam per tutto il tragitto, tranne sul Piano Nascosto. È grazie al suo piano che Baam e compagnia riescono a ritardare lo scontro diretto con i ranker all'Ultima Stazione.
White/Hoaqin
Decimo degli undici slayer del FUG, appartiene alla famiglia Arie ed eccelle nell'uso della spada. Pare che in tempi remoti abbia sperimentato incantesimi proibiti, riuscendo ad uccidere oltre un milione di persone in una massacrante guerra civile tra due regni che lui stesso aveva creato e messo l'uno contro l'altro. Una principessa di Jahad riuscì a sopprimere e i suoi poteri e per recuperarli lui salì sul Treno Infernale, ma finì sigillato da una regolare, Roen, che sacrificò la sua vita per un incantesimo che permetteva di dividere la sua anima in cinque parti.
Nel Treno Infernale il FUG prova a ridargli i suoi pieni poteri e il team di Baam prova tutto il possibile per impedirgli di recuperare tutti i suoi cloni durante il Dallar Show. L'ultimo clone sceglie di prendere le parti di Baam, Hoaquin si ritrova impossibilitato a diventare uno e inutilmente prova a rubare le anime del Piano della Morte; però Hwaryun gli permette di riunirsi all'ultimo clone a patto che dia loro una mano durante la Battaglia imminente dell'Ultima Stazione. Viene fatto prigioniero assieme a Karaka, ma salvato poi da Evan. Quando Baam si unisce di nuovo al FUG, lui e White si ritroveranno a combattere più volte dalla stessa parte. Al Muro della Pace e dell'Armonia, White riesce persino a prendere tempo in uno scontro diretto con Kallavan.

## Produzione
L'autore SIU si è laureato in educazione artistica prima di essere arruolato nell'esercito sudcoreano. Su consiglio di un anziano dell'esercito, SIU ha iniziato a disegnare vignette. Durante questo periodo, SIU ha disegnato "dieci libri" di vignette di esercitazione, che hanno costituito la spina dorsale del fumetto Tower of God che ha poi iniziato a creare per Internet.

## Media

### Manhwa
L'autore Lee Jong-hui, conosciuto con lo pseudonimo di SIU ("Slave In Utero"), ha iniziato la serializzazione del manhwa sulla piattaforma online Naver Webtoon a partire dal 30 giugno 2010; il formato è appunto quello del webtoon, con pagine a colori e layout a scorrimento verticale. L'opera è stata successivamente pubblicata in versione cartacea dalla Youngcom a partire dal 12 novembre 2019; al 23 gennaio 2025 sono stati messi in vendita in tutto diciotto volumi. Il manhwa è stato in pausa a causa di problemi di salute dell'autore e ha ripreso la pubblicazione dall'estate 2021.
A gennaio 2021 Star Comics ha annunciato l'edizione italiana del manhwa, che viene pubblicato a partire dal 16 giugno dello stesso anno con una versione limitata del primo volume firmata da Giacomo Bevilacqua.

#### Prima stagione
| 1 | 12 novembre 2019 | ISBN 979-1-19-015317-1 | 16 giugno 2021   | ISBN 978-88-226-2351-5 |
| 1 | Capitoli - 1. P1_Il piano di HEADON (1) - 2. P1_Il piano di HEADON (2) - 3. P1_Il piano di HEADON (3) - 4. P1_Il piano di HEADON (4) - 5. P2_L'inferno di Evankhell (1) - 6. P2_L'inferno di Evankhell (2) - 7. P2_L'inferno di Evankhell (3) - 8. P2_L'inferno di Evankhell (4) - 9. P2_Il TEST di Lero Ro (1) - 10. P2_Il TEST di Lero Ro (2) - 11. P2_La prova di Hansung Yu (1) |                        |                  |                        |
| 2 | 12 novembre 2019 | ISBN 979-1-19-015318-8 | 18 agosto 2021   | ISBN 978-88-226-2420-8 |
| 2 | Capitoli - 11. P2_La prova di Hansung Yu (1) - 12. P2_La prova di Hansung Yu (2) - 13. P2_La prova di Hansung Yu (3) - 14. P2_CROWN GAME (1) - 15. P2_CROWN GAME (2) - 16. P2_CROWN GAME (3) - 17. P2_CROWN GAME (4) - 18. P2_CROWN GAME (5) - 19. P2_CROWN GAME (6) - 20. P2_CROWN GAME (7) - 21. P2_CROWN GAME (8) - APPENDICE                                                    |                        |                  |                        |
| 3 | 26 maggio 2020 | ISBN 979-1-19-015329-4 | 27 ottobre 2021  | ISBN 978-88-226-2589-2 |
| 3 | Capitoli - 22. P2_CROWN GAME (9) - 23. P2_CROWN GAME (10) - 24. P2_CROWN GAME (11) - 25. P2_CROWN GAME (12) - 26. P2_Riposo (1) - 27. P2_Riposo (2) - 28. P2_Position Test (1) - 29. P2_Position Test (2) - 30. P2_Position Test (3) - 31. P2_La Principessa di Jahad (1) |                        |                  |                        |
| 4 | 26 maggio 2020 | ISBN 979-1-19-015330-0 | 26 gennaio 2022  | ISBN 978-88-226-2805-3 |
| 4 | Capitoli - 32. P2_La Principessa di Jahad (2) - 33. P2_La Principessa di Jahad (3) - 34. P2_La Principessa di Jahad (4) - 35. P2_Nascondino (1) - 36. P2_Nascondino (2) - 37. P2_Nascondino (3) - 38. P2_Nascondino (4) - 39. P2_Nascondino (5) - APPENDICE |                        |                  |                        |
| 5 | 12 gennaio 2021 | ISBN 979-1-19-015361-4 | 22 giugno 2022   | ISBN 978-88-226-2999-9 |
| 5 | Capitoli - 40. P2_Nascondino (6) - 41. P2_Nascondino (7) - 42. P2_Nascondino (8) - 43. P2_Nascondino (9) - 44. P2_Nascondino 2 (1) - 45. P2_Nascondino 2 (2) - 46. P2_Nascondino 2 (3) - 47. P2_Nascondino 2 (4) - 48. P2_Nascondino 2 (5) - 49. P2_Nascondino 2 (6) - 50. P2_Nascondino 2 (7)                                                                                      |                        |                  |                        |
| 6 | 12 gennaio 2021 | ISBN 979-1-19-015362-1 | 24 agosto 2022   | ISBN 978-88-226-3208-1 |
| 6 | Capitoli - 51. P2_Nascondino 2 (8) - 52. P2_Pesce sommerso (1) - 53. P2_Pesce sommerso (2) - 54. P2_Pesce sommerso (3) - 55. P2_Pesce sommerso (4) - 56. P2_Pesce sommerso (5) - 57. P2_Prova finale (1) - 58. P2_Prova finale (2) - 59. P2_Prova finale (3) - 60. P2_Prova finale (4) - APPENDICE                                                                                  |                        |                  |                        |
| 7 | 14 luglio 2021 | ISBN 979-1-19-015393-5 | 26 ottobre 2022  | ISBN 978-88-226-3330-9 |
| 7 | Capitoli - 61. P2_Prova finale (5) - 62. P2_Prova finale (6) - 63. P2_Prova finale (7) - 64. P2_Prova finale (8) - 65. P2_Prova finale (9) - 66. P2_Prova finale (10) - 67. P2_Prova finale (11) - 68. P2_Prova finale (12) - 69. P2_Prova finale (13) - APPENDICE |                        |                  |                        |
| 8 | 14 luglio 2021 | ISBN 979-1-19-015394-2 | 21 dicembre 2022 | ISBN 978-88-226-3657-7 |
| 8 | Capitoli - 70. P2_Prova finale (14) - 71. P2_Prova finale (15) - 72. P2_Prova finale (16) - 73. P2_Prova finale (17) - 74. P2_Prova finale (18) - 75. P2_Rachel (1) - 76. P2_Rachel (2) - 77. P2_Rachel (3) - 78. P2_Rachel (4) - APPENDICE |                        |                  |                        |

#### Seconda stagione: Il ritorno del principe
| 9  | 29 marzo 2022 | ISBN 979-1-16-779073-6 | 22 marzo 2023     | ISBN 978-88-226-3813-7 |
| 9  | Capitoli - Prologo - 1. P20_L'ultima possibilità (1) - 2. P20_L'ultima possibilità (2) - 3. P20_L'ultima possibilità (3) - 4. P20_L'ultima possibilità (4) - 5. P20_L'ultima possibilità (5) - 6. P20_Il regolare più forte (1) - 7. P20_Il regolare più forte (2) - 8. P20_Il regolare più forte (3) - 9. P20_Bagno (1) - 10. P20_Bagno (2) |                        |                   |                        |
| 10 | 28 luglio 2022 | ISBN 979-1-16-779140-5 | 21 giugno 2023    | ISBN 978-88-226-4077-2 |
| 10 | Capitoli - 11. P20_La stanza inaffidabile (1) - 12. P20_La stanza inaffidabile (2) - 13. P20_La stanza inaffidabile (3) - 14. P20_La stanza inaffidabile (4) - 15. P20_La stanza inaffidabile (5) - 16. P20_La stanza inaffidabile (6) - 17. P20_La stanza inaffidabile (7) - 18. P20_La stanza inaffidabile (8) - 19. P20_Prede (1) - 20. P20_Prede (2) - 21. P20_Prede (3) - 22. P20_Epilogo                                                                     |                        |                   |                        |
| 11 | 23 novembre 2022 | ISBN 979-1-16-779169-6 | 27 settembre 2023 | ISBN 978-88-226-4265-3 |
| 11 | Capitoli - 23. P25_Il recinto chiuso (1) - 24. P25_Il recinto chiuso (2) - 25. P25_Il recinto chiuso (3) - 26. P21_FUG (1) - 27. P21_FUG (2) - 28. P21_FUG (3) - 29. P21_Il fiore di Zigaena (1) - 30. P21_Il fiore di Zigaena (2) - 31. P21_Il fiore di Zigaena (3) - 32. P21_Il fiore di Zigaena (4) - 33. P21_Il fiore di Zigaena (5) - 34. P21_Epilogo_Strada (1) - 35. P21_Epilogo_Strada (2) - 36. Piano Extra_Slayer - 37. Piano Extra_Sala giochi sospetta |                        |                   |                        |

#### Seconda stagione: La battaglia del laboratorio
| 12 | 23 marzo 2023 | ISBN 979-1-16-779216-7 | 20 dicembre 2023 | ISBN 978-88-226-4418-3 |
| 12 | Capitoli - 38. Prologo - Emily - 39. P29_Connessione (1) - 40. P29_Connessione (2) - 41. P29_Connessione (3) - 42. P28_Il diavolo del braccio destro (1) - 43. P28_Il diavolo del braccio destro (2) - 44. P28_Il diavolo del braccio destro (3) - 45. P28_Il diavolo del braccio destro (4) - 46. P28_Il diavolo del braccio destro (5) - 47. P28_Il diavolo del braccio destro (6) - 48. P28_Il diavolo del braccio destro (7) - 49. P28_Il diavolo del braccio destro (8) |                        |                  |                        |
| 13 | 20 luglio 2023 | ISBN 979-1-16-779265-5 | 26 marzo 2024    | ISBN 978-88-226-4589-0 |
| 13 | Capitoli - 50. P28_Il diavolo del braccio destro (9) - 51. P28_Il diavolo del braccio destro (10) - 52. P29_Una scommessa (1) - 53. P29_Una scommessa (2) - 54. P29_Una scommessa (3) - 55. P29_Una scommessa (4) - 56. P30_La Battaglia del Laboratorio (1) - 57. P30_La Battaglia del Laboratorio (2) - 58. P30_La Battaglia del Laboratorio - One Shot One Opportunity (1) - - 59. P30_La Battaglia del Laboratorio - One Shot One Opportunity (2) - - 60. P30_La Battaglia del Laboratorio - One Shot One Opportunity (3) - - 61. P30_La Battaglia del Laboratorio - One Shot One Opportunity (4) - |                        |                  |                        |
| 14 | 30 gennaio 2024 | ISBN 979-1-16-779376-8 | 16 luglio 2024   | ISBN 978-88-226-5132-7 |
| 14 | Capitoli - 62. P30_La Battaglia del Laboratorio - One Shot One Opportunity (5) - - 63. P30_La Battaglia del Laboratorio - One Shot One Opportunity (6) - - 64. P30_La Battaglia del Laboratorio - One Shot One Opportunity (7) - - 65. P30_La Battaglia del Laboratorio - One Shot One Opportunity (8) - - 66. P30_La Battaglia del Laboratorio_Archimede (1) - 67. P30_La Battaglia del Laboratorio_Archimede (2) - 68. P30_La Battaglia del Laboratorio_Archimede (3) - 69. P30_La Battaglia del Laboratorio - Battle X Gamble (1) - - 70. P30_La Battaglia del Laboratorio - Battle X Gamble (2) - - 71. P30_La Battaglia del Laboratorio - Battle X Gamble (3) - - 72. P30_La Battaglia del Laboratorio - Battle X Gamble (4) - |                        |                  |                        |
| 15 | 27 maggio 2024 | ISBN 979-1-16-779424-6 | 21 gennaio 2025  | ISBN 978-88-226-5232-4 |
| 15 | Capitoli - 73. P30_La Battaglia del Laboratorio - Battle X Gamble (5) - - 74. P30_La Battaglia del Laboratorio - Battle X Gamble (6) - - 75. P30_La Battaglia del Laboratorio - Battle X Gamble (7) - - 76. P30_La Battaglia del Laboratorio - Battle X Gamble (8) - - 77. P30_La Battaglia del Laboratorio_Verità (1) - 78. P30_La Battaglia del Laboratorio_Verità (2) - 79. P30_La Battaglia del Laboratorio_Verità (3) - 80. P30_La Battaglia del Laboratorio_Verità (4) - 81. P30_La Battaglia del Laboratorio_Torneo (1) - 82. P30_La Battaglia del Laboratorio_Torneo (2) - 83. P30_La Battaglia del Laboratorio_Torneo (3) - 84. P30_La Battaglia del Laboratorio_Torneo (4)                                                |                        |                  |                        |
| 16 | 31 luglio 2024 | ISBN 979-1-16-779449-9 | 18 marzo 2025    | ISBN 978-88-226-5500-4 |
| 16 | Capitoli - 85. P30_La Battaglia del Laboratorio_Spina (1) - 86. P30_La Battaglia del Laboratorio_Spina (2) - 87. P30_La Battaglia del Laboratorio_Spina (3) - 88. P30_La Battaglia del Laboratorio_Spina (4) - 89. P30_La Battaglia del Laboratorio_Spina (5) - 90. P30_La Battaglia del Laboratorio_Spina (6) - 91. P30_La Battaglia del Laboratorio - Evocazione (1) - 92. P30_La Battaglia del Laboratorio - Evocazione (2) - 93. P30_La Battaglia del Laboratorio - Evocazione (3) - 94. P30_La Battaglia del Laboratorio - Evocazione (4) - 95. P30_La Battaglia del Laboratorio - Conclusione (1) - 96. P30_La Battaglia del Laboratorio - Conclusione (2) - 97. P30_La Battaglia del Laboratorio - Conclusione (3)           |                        |                  |                        |
| 17 | 29 ottobre 2024 | ISBN 979-1-16-779477-2 | —                | —                      |
| 18 | 23 gennaio 2025 | ISBN 979-1-16-779501-4 | —                | —                      |

### Anime

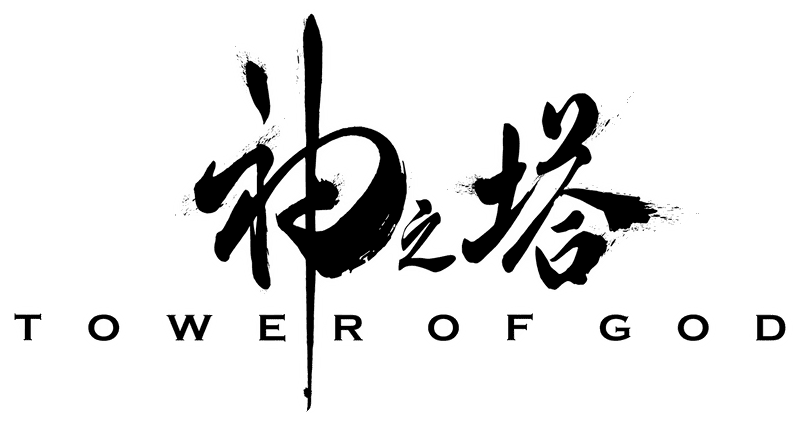
Logo della serie

Il 1º aprile 2020 viene trasmesso in Giappone, Corea del Sud e Stati Uniti il primo episodio dell'adattamento animato; lo stesso giorno, esce anche in streaming su Crunchyroll. La serie è stata prodotta dallo studio sussidiario della TMS Entertainment, Telecom Animation Film, in cooperazione con la piattaforma di streaming, ed è composta da tredici episodi. La sigla d'apertura è 『TOP -Japanese ver.-』degli Stray Kids, mentre l'ending è『SLUMP -Japanese ver.-』sempre degli Stray Kids. In Italia è disponibile dapprima solo sottotitolata su Crunchyroll, e in seguito doppiata in italiano dal 18 dicembre 2024.
Durante il Crunchyroll Expo tenutosi nell'agosto 2022, Crunchyroll ha annunciato la produzione di una seconda stagione. Intitolata Kami no-tō: Ōji no kikan (神之塔 王子の帰還? lett. "Tower of God: Il ritorno del principe"), è prodotta da The Answer Studio e diretta da Akira Suzuki, con Kazuyoshi Takeuchi come direttore capo. È stata trasmessa dal 7 luglio al 29 dicembre 2024. Le sigle sono rispettivamente Rise Up (apertura) e Believe (chiusura) e sono entrambe cantate dalle NiziU.

#### Prima stagione
| Nº serie | Nº | Titolo italiano Giapponese 「Kanji」 - Rōmaji | In onda        | In onda          |
| Nº serie | Nº | Titolo italiano Giapponese 「Kanji」 - Rōmaji | Giapponese     | Italiano         |
| 1        | 1  | BALL 「BALL」 | 1º aprile 2020 | 18 dicembre 2024 |
| 1        | 1  | Una ragazza di nome Rachel dice a un ragazzo di nome Bam di dimenticarsi di lei mentre sale sulla torre per vedere le stelle, scomparendo nei cancelli. Bam si ritrova improvvisamente trasportato al primo piano della torre, dove incontra il suo custode, Headon. Che spiega che tutti coloro che desiderano salire sulla torre devono passare attraverso una serie di prove, una per ogni piano. Prima che possa entrare nella gabbia per passare la prima prova, tuttavia, viene interrotto da una ragazza di nome Yuri e dal suo compagno Evan, che gli regalano una speciale sfera che contiene informazioni sulla torre. Yuri presta anche a Bam una potente spada nota come Marzo Nero, che può essere opaca o estremamente affilata a seconda delle intenzioni dell'utente. Bam, dopo aver decifrato la vera natura del test come una sfida per vedere se i partecipanti hanno il coraggio di abbracciare la morte, si lascia nel cancello per farsi mangiare dall'anguilla bianca. Tuttavia, poiché Marzo Nero non è in grado di essere brandito da lui, Evan suggerisce di richiedere la sua forza, permettendo a Bam di rompere la palla e di essere trasportato al piano successivo. Per recuperare la sua spada, Yuri decide di seguirlo. Al secondo piano, Bam viene accolto da altri 399 concorrenti, con il test successivo che consiste in una partita di uccisione per ridurre il numero a 200. |                |                  |
| 2        | 2  | 3/400 「400分の３」 - Yonhyaku-bun no san | 8 aprile 2020  | 18 dicembre 2024 |
| 2        | 2  | Bam ricorda il suo passato, in particolare il periodo in cui era affetto da amnesia, da solo in una grotta buia, fino a quando Rachel lo trovò e si prese cura di lui, insegnandogli a conoscere il mondo e a leggere e scrivere. Al secondo piano, Bam incontra altri due concorrenti, Khun Aguero Agnis e Rak Wraithraiser. Entrambi riconoscono la Marzo Nero a causa di un simbolo sull'elsa, che suscita l'interesse di Khun e alimenta la determinazione di Rak a dare la caccia a Bam per diventare più forte. Khun forma un'alleanza con Bam e, all'ultimo secondo, riesce a coinvolgere Rak quando la prossima prova richiede la formazione di squadre di tre tra i partecipanti. Sulla nave madre, l'amministratore del test e Ranker (qualcuno che ha già scalato la torre) Lero Ro li sfida a resistere alla sua barriera d'acqua, che forma usando il potere della torre, nota come Shinsu. Tutti tranne Bam, che rimane in piedi a causa di quella che sembra essere fortuna, vengono respinti dallo Shinsu. Mentre Lero Ro se ne va dopo il test, avverte Bam di stare attento a Khun. I vincitori vengono portati in un'altra stanza per la terza prova. Mentre i gruppi filtrano, una misteriosa figura bionda scorge Khun e lo riconosce. |                |                  |
| 3        | 3  | La porta giusta 「正解の扉」 - Seikai no tobira | 15 aprile 2020 | 18 dicembre 2024 |
| 3        | 3  | Nella nuova sede, Khun spiega a uno stupito Bam che il "cielo" qui è in realtà un'imitazione creata dal Shinsu, modellata su una leggenda che dubita sia vera. Incontrano il direttore del test, Hansung Yu, che li sfida a trovare la porta corretta tra dodici identiche entro 10 minuti, con una sola possibilità di successo, o rischiano di essere squalificati con la forza. Sebbene Khun cerchi di pensare, viene improvvisamente perseguitato dai ricordi del suo passato, in particolare dal tradimento della sua sorellastra Maria, che è stata scelta per diventare una delle ragazze d'élite, una principessa di Jahad, con il suo aiuto, con conseguente esilio della famiglia Aguero. Da allora sua madre lo aveva anche avvertito di non fidarsi mai di nessuno e di tenere il cuore chiuso. Mentre Khun va nel panico, Rak apre una porta a caso, e Hansung rivela che la condizione nascosta per passare era in realtà quella di aprire qualsiasi porta entro 5 minuti. Lero Ro somministra quindi un test bonus, in cui la partecipazione è volontaria, ma a tutti coloro che lo superano verrà automaticamente concesso il permesso di salire sulla torre. Il test prevede cinque round in cui un massimo di cinque squadre tentano di rubare una corona e rimanere sul trono il più a lungo possibile, con altri due membri della squadra che fungono da difesa. All'inizio del secondo round, Bam sente Marzo Nero reagire in modo strano all'arrivo di una ragazza che ha una sorprendente somiglianza con Rachel. |                |                  |
| 4        | 4  | Aprile verde 「緑の四月」 - Midori no shigatsu | 22 aprile 2020 | 18 dicembre 2024 |
| 4        | 4  | All'inizio del secondo round, Khun e Lauroe, un uomo di un'altra squadra, deducono rapidamente che la persona seduta sul trono è sempre in svantaggio, poiché sempre più squadre combattono per la corona. Tuttavia, Khun decide di non partecipare ancora, poiché Anaak Jahad, una ragazza simile a una lucertola, detiene attualmente la corona e possiede un potere immenso attraverso la sua arma, Aprile verde, che fa parte della serie di spade 13 mesi. Questa spade sono così potenti che vengo conferite solo alle Principesse di Jahad, tra cui Yuri e Anaak. Anaak fa una scommessa con Bam: se la sua squadra riesce a vincere la partita, lei gli darà la sua spada, ma se perdono, lui dovrà darle la sua, e se si rifiuta di partecipare, lei lo ucciderà e ruberà la spada dopo la partita. Quando la squadra di Lauroe fugge di nuovo nella loro sala d'attesa e la squadra di Anaak sconfina, vengono squalificati dal gioco. Khun usa la sua borsa di clonazione per mettere a segno una serie di trucchi e guadagna la corona per primo, con Bam al sicuro sul trono. Nel frattempo, una squadra misteriosa e spietata si prepara ad entrare in gioco, tra cui Rachel, che accetta di uccidere tutti. |                |                  |
| 5        | 5  | Il destino della corona 「王冠の行方」 - Ōkan no yukue | 29 aprile 2020 | 18 dicembre 2024 |
| 5        | 5  | Khun crea innumerevoli copie della corona e libera altri tre partecipanti con cui si era alleato durante il secondo round dalla sua borsa senza fondo. Il round successivo procede con l'ingresso in gioco della misteriosa squadra, che si dimostra estremamente potente. Bam riconosce Rachel e salta per proteggerla quando viene attaccata da una giocatrice mascherata e, nel processo, entrambi vengono colpiti alla testa e cadono a terra. Mentre Bam giura di proteggerla, scoppia una strana esplosione di Shinsu, facendo sembrare che Bam si sia trasformato in Shinsu stesso e abbia attaccato volontariamente il giocatore, un fenomeno che va contro le regole imparziali e assolute della torre. Il gioco della corona termina senza un vincitore, poiché la corona si scioglie a causa dell'estremo rilascio di potere e Bam ha lasciato il trono durante il gioco. A causa del grave trauma cranico, Bam viene ricoverato in infermeria. Più tardi, Rachel gli fa visita, dove incontra Khun e inizia a chiedergli un favore. Nel frattempo, Lero Ro si avvicina a Hansung, chiedendogli le ragioni per cui gli ha fatto somministrare questo round bonus. Hansung avverte che, in qualità di amministratori, il loro ruolo è quello di impedire a chiunque sia potenzialmente pericoloso di rivendicare il potere della torre, con Bam che sembra essere uno di questi individui. |                |                  |
| 6        | 6  | La selezione della posizione 「ポジション分け」 - Pojishon wake | 6 maggio 2020  | 18 dicembre 2024 |
| 6        | 6  | Sono passati cinque giorni dal gioco della corona, e Rachel chiede a Khun di mentire a Bam, dicendogli che non è mai stata lì, nel tentativo di evitare che entrambi diventino pesi l'uno dell'altro. Tuttavia, Khun capisce rapidamente che Rachel non si preoccupa davvero di Bam e sta cercando di allontanarsi da lui, quindi esaudisce la sua richiesta, anche se con le sue motivazioni. Nel frattempo, Anaak ruba la Marzo Nero, ma la spada si rifiuta di ascoltarla, rendendola inutile nelle sue mani. Dopo che Bam si risveglia, Khun lo informa che Lero Ro ha assegnato loro tutte le posizioni nelle loro squadre per iniziare la quarta prova: Pescatore (combattimento ravvicinato), Portatore di lancia (Attacco a distanza), Portatore di faro (Illuminazione della torre e raccolta di informazioni), Esploratore (Osservando il movimento del nemico e assistendo il Pescatore) e Controllore d'onda (supporto e controllo della battaglia con Shinsu). Bam riceve la posizione di Controllore d'Onda, un ruolo che utilizza il Shinsu per supportare i membri della squadra. Tuttavia, per utilizzare lo Shinsu oltre i suoi limiti, è necessario stipulare contratti con i maestri del pavimento utilizzando le loro tasche, ma Bam viene avvertito dai portatori del pavimento che ricevere il contratto lo incatenarà solo. Tutti lavorano sodo per superare le lezioni. Durante i pasti, Bam incontra Endrosi Jahad, una principessa di Jahad a tutti gli effetti, che etichetta Anaak come un impostore. Khun scopre in seguito che, sebbene Anaak sia stata presumibilmente nominata principessa di Jahad dopo aver scalato la torre, è attualmente nel bel mezzo del superamento dei test della torre, e i registri affermano che sia deceduta. Mentre Anaak ed Endrosi si scontrano nella loro classe, l'attuale Anaak si rivela essere la vera figlia della principessa, i cui genitori sono stati uccisi dalle altre principesse, spingendola a entrare nella torre per vendicarsi. |                |                  |
| 7        | 7  | Pranzo e nascondino 「ご飯と鬼ごっこ」 - Gohan to onigokko | 13 maggio 2020 | 18 dicembre 2024 |
| 7        | 7  | Jahad è il primo uomo ad essere salito sulla torre e a diventare il re di tutti coloro che ci vivono oggi. Endorsi paragona le Principesse di Jahad a scarpe lussuose in una vetrina: una volta concesso loro il potere di Jahad, è loro proibito fare certe cose, come avere rapporti sessuali e avere figli, al fine di impedire l'eredità del potere di Jahad. Il loro combattimento si conclude con Endorsi e Anaak che cadono in una fossa e subiscono gravi ferite. Nel test di posizionamento finale, i partecipanti (tutti tranne Rak e Ghost, che l’anno già superato) devono giocare una partita di tag in un edificio separato. I partecipanti sono divisi in Squadra A e Squadra B, con i membri di ciascuna squadra tenuti ad aiutare il proprio "leader" a rubare il distintivo dall'altra squadra o a raggiungere l'obiettivo. |                |                  |
| 8        | 8  | La strategia di Khun 「クンの策略」 - Kun no sakuryaku | 20 maggio 2020 | 18 dicembre 2024 |
| 8        | 8  | La strategia di Khun è quella di ritardare Quant abbastanza a lungo in modo che Anaak, il loro "cercatore" segreto, possa uscire dal ponte e superare il test. Quando Quant raggiunge il ponte, trova Khun invece di Anaak. Khun mente dicendo che Anaak si è buttata dal ponte, ma in realtà sta galleggiando al sicuro su un faro sotto il ponte, cosa che Quant alla fine capisce. Quant salta giù dal ponte, costringendo Khun a cadere con lui nel tentativo di far cadere il suo faro, ma Khun viene salvato da Anaak, che usa l'Aprile Verde come una corda per tirarlo in salvo. Giù per il ponte, Quant trova sorprendentemente Khun e Lauroe, che gli offrono un passaggio sul ponte per rubare il distintivo di Anaak. In seguito viene rivelato che Khun ha tradito la sua stessa squadra in modo che i suoi amici, in particolare Bam, della squadra B potessero superare il test. Con la squadra A che perde la partita, la squadra B entra dopo. A differenza della squadra A, che ha stabilito i propri ruoli in modo chiaro e rapido, la squadra B combatte tra di loro su chi sarà il "leader". La stessa Endorsi dichiara che sarà lei il "leader". Il retroscena di Serena viene rivelato: una volta era una ladra e una notte ha visto i suoi amici essere uccisi da un Ranker, il che l'ha portata ad entrare nella torre. Nel presente, Quant raggiunge Endorsi e la sua squadra, e anche lei sembra incredibilmente rivoltarsi contro la sua squadra. |                |                  |
| 9        | 9  | Il mostro monocorno 「片角の鬼」 - Katakaku no oni | 27 maggio 2020 | 18 dicembre 2024 |
| 9        | 9  | Endorsi rivela le sue vere intenzioni: uccidere gli altri due pescatori della squadra B per assicurarsi il superamento della prova. Bam si precipita al fianco di Rachel e, insieme a Quant, scopre che Hoh sta tenendo Rachel in ostaggio sotto la minaccia di un coltello. Hoh rivela di aver scoperto la motivazione di Bam per scalare la torre e intende usare Rachel come leva per superare il test, avendo scoperto queste informazioni attraverso una lettera anonima. Rachel cerca di liberarsi dalla presa di Hoh, ma lui la pugnala accidentalmente alla schiena. Con stupore di Quant, Bam usa una tecnica Shinsu che gli ha richiesto centinaia di anni per padroneggiare per paralizzare Hoh e recuperare Rachel, che ora sta sanguinando gravemente. Hoh, rendendosi conto di essere stato incastrato e sopraffatto dal dolore per la propria impotenza, prende il coltello e si pugnala al petto, uccidendosi. Serena ed Endorsi arrivano sulla scena, e quest’ultima usa un'arma presa da uno dei pescatori che presumibilmente ha ucciso per attaccare Quant. Con l'aiuto di Bam, Endorsi recupera il distintivo di Quant e la squadra B vince. Il cadavere di Hoh e Rachel vengono portati al pronto soccorso e l'episodio si conclude con Bam seduto al capezzale di Rachel, in attesa che si riprenda. |                |                  |
| 10       | 10 | Oltre la tristezza 「悲しみの先に」 - Kanashimi no saki ni | 3 giugno 2020  | 18 dicembre 2024 |
| 10       | 10 | Bam rivela a Khun e Rak che Rachel potrebbe non camminare mai più a causa del suo infortunio. Bam invita i suoi coetanei a un piccolo funerale organizzato per Hoh, e più tardi quella sera organizzano una festa di commemorazione per lui. Sentendo che non supererà l'ultima prova e che il suo scopo non è più lì, Serena decide di lasciare la Torre Interna, dando a Shibisu il suo coltello come regalo d'addio. Il direttore del test Hansung Yu si imbatte nell'insegnante del Controllore d'Onda Yuga, che sta tenendo una chiamata segreta, e rivela che la sua vera identità è Lo Po Bia Ren, un membro della Royal Enforcement Division. Ren è in missione per recuperare l'Aprile Verde e possibilmente distruggere la falsa principessa, la seconda Anaak Jahad. Yu permette inaspettatamente a Ren di perseguire la sua missione. La mattina dopo, i partecipanti vengono a conoscenza dei risultati complessivi del test e se lo hanno superato o meno. Hansung Yu annuncia che, a causa del suo infortunio nell'ultimo test, Rachel ha fallito. Nel tentativo di salvare il suo status, Khun chiede il permesso di sostenere il test dell'amministratore. Yu gli ricorda che solo gli Irregolari hanno il potere di consultarsi con l'amministratore, spingendo Bam a rivelare di essere un Irregolare. Questa rivelazione sorprende molti dei partecipanti. Bam viene quindi portato dall'amministratore per parlare con lui. |                |                  |
| 11       | 11 | Caccia subacquea (parte uno) 「潜魚狩り（前編)」 - Sengyo kari (zenpen) | 10 giugno 2020 | 18 dicembre 2024 |
| 11       | 11 | Dopo essersi consultato con l'amministratore, Bam ottiene con successo il permesso di sostenere il test dell'amministratore, con la condizione che se lo supera, a Rachel sarà permesso di andare avanti. Per il test, Bam e Rachel vengono messi in una palla Shinsu subacquea insieme ai pesci e devono essere catturati dai delfini e mangiati dalla loro regina per passare. I partecipanti rimanenti devono impedire ai nemici dei delfini della rete: i goblin che controllano i vermi di palude e i maiali striati, di interferire con i delfini della rete. Devono anche fare attenzione al Toro, una creatura misteriosa e pericolosa che mangia quasi tutto ciò che si muove. Nelle grotte, Shibisu si imbatte nel Toro dopo aver ricevuto un avvertimento da Hatz che i due partecipanti che erano con lui sono scomparsi. Shibisu viene salvato da Anaak ed Endorsi, che arrivano appena in tempo. Tuttavia, le due iniziano a competere e a scommettere l'uno contro l'altro per vedere chi sconfiggerà per primo il Toro, mettendo in mostra la loro rivalità e determinazione. Il Toro, tuttavia, fugge, e Endorsi e Anaak lo seguono, portandole a separarsi. Endorsi si imbatte nel Toro, che ora è più forte, e rimane quasi priva di sensi. Anaak, d'altra parte, si imbatte in Lo Po Bia Ren, che la pugnala al busto. Ren sta ora controllando il Toro, e porta da lui una Endorsi catturata, a cui viene ordinato da Ren di uccidere Anaak, la principessa impostore. Nel frattempo, Hatz, Rak e Paracule tengono d'occhio i goblin. Khun dice loro di aspettare prima di procedere, ma ce ne sono più del previsto. Mentre uno dei goblin si prepara ad attaccare Hatz, Paracule lo infilza di riflesso con la sua lancia, spingendo il resto dei goblin ad attaccare. |                |                  |
| 12       | 12 | Caccia subacquea (parte due) 「潜魚狩り（後編)」 - Sengyo kari (kōhen) | 17 giugno 2020 | 18 dicembre 2024 |
| 12       | 12 | Dopo essersi inizialmente ritirato dai goblin, Rak si gira per attaccarli, raggiunto da altri della squadra. Nel frattempo, Lauroe segue gli ordini di Khun e sigilla diversi tunnel sotterranei, conducendo i maiali striati dai goblin. I due nemici ingaggiano una feroce battaglia, permettendo a Bam e Rachel di passare in sicurezza. Sottoterra, Anaak viene quasi sconfitta da Lo Po Bia Ren, ma Endorsi sceglie sorprendentemente di combattere al suo fianco, mettendo da parte la loro rivalità per il momento. Insieme, non sono ancora abbastanza potenti da sconfiggere Lo Po Bia Ren, ma proprio mentre stanno per essere sopraffatte, la principessa Yuri arriva e riconosce la sua lama, che aveva prestato a Bam. Infastidita dalla situazione, lavora con la sua squadra per uccidere Lo Po Bia Ren. Mentre muore, ride in modo maniacale, ammettendo che durante il combattimento, aveva mandato il toro a uccidere Bam e Rachel. Nel frattempo il toro arriva sott'acqua, intenzionato a ucciderli, ma Bam usa il suo speciale Shinsu per sconfiggere il toro. Mentre salgono verso l'alto, sul punto di completare con successo il test, Rachel si alza improvvisamente e spinge Bam, lasciando il suo destino incerto. |                |                  |
| 13       | 13 | Torre di Dio 「神之塔」 - Kami no tō | 24 giugno 2020 | 18 dicembre 2024 |
| 13       | 13 | Viene rivelato il retroscena di Rachel, mostrando la sua disperazione di diventare speciale. Credeva che la torre la stesse chiamando, ma quando è arrivata, Headon le dice che la torre non l'ha chiamata affatto e che è troppo debole per entrare. Nel disperato tentativo di diventare speciale, implora qualsiasi tipo di possibilità. Headon la tiene immobile e lei guarda mentre Bam arriva ed è in grado di sconfiggere la prima prova. È consumata dalla gelosia, si sente messa in ombra dalle capacità naturali di Bam e vuole essere lei stessa speciale. Headon le dà un test speciale, dicendole che le sarà permesso di arrampicarsi se uccide Bam con le sue stesse mani. Chiede un vantaggio speciale, sentendo che a Bam è stato dato un taglio ingiusto con la sua potente spada, e Headon le dà una guardia del corpo che morirà al suo posto una volta, dandole essenzialmente due vite. Si fa strada attraverso la torre, sapendo che deve uccidere Bam, ma non riesce a farlo. Diventa sempre più combattuta, combattuta tra il suo desiderio di eliminare Bam e i suoi crescenti sensi di colpa e disagio. Le viene detto che se aspetta abbastanza a lungo e segue i segnali dati, le verrà data la possibilità di ucciderlo. Così si lascia prendere da Hoh e usa la guardia del corpo per morire e tornare, manipolando gli eventi a suo vantaggio. Aspetta che Bam venga ferito, poi lo spinge nel lago Shinsu per ucciderlo. Quando gli altri la trovano sola, lei mente su quello che è successo, dicendo loro che il toro è arrivato e ha attaccato Bam, e poi sviene, fingendo innocenza. Tutti danno per scontato che Bam sia stato ucciso e decidono che, come favore nei suoi confronti, aiuteranno Rachel a raggiungere la vetta. Rachel, che si riposa nella sua stanza dopo il processo, ride selvaggiamente, poi si copre il viso, combattuta su quello che ha fatto ma ancora determinata a raggiungere la cima. Dopo che tutti se ne sono andati per il livello successivo, Bam si sveglia in una profonda caverna, gravemente ferito, e ricorda che Rachel lo ha spinto. Decide che ha bisogno di scalare la torre per trovare le sue risposte. |                |                  |

#### Seconda stagione
| Nº serie | Nº | Titolo italiano Giapponese 「Kanji」 - Rōmaji | In onda           | In onda        |
| Nº serie | Nº | Titolo italiano Giapponese 「Kanji」 - Rōmaji | Giapponese        | Italiano       |
| 14       | 1  | Last chance 「Last Chance」 | 7 luglio 2024     | 1º aprile 2025 |
| 14       | 1  | Il 20° piano della Torre è un posto speciale dove i Regolari che hanno ricevuto il permesso di entrare nella Torre una volta vengono nuovamente sottoposti a dei test. Per diventare un Regolare di grado E e guadagnarsi il diritto di salire ancora più in alto, Ja Wangnan affronta prove che lo mettono alla prova più di qualsiasi cosa abbia mai affrontato finora. È determinato a diventare il "Re della Torre". Tuttavia, una ragazza lanciafiamme lo sconfigge di nuovo e Kim Lurker lo fa indebitare. Chiede a Kim un'"Ultima possibilità" e ripete la prova per sfuggirgli. Nia, un ragazzo amichevole che lavora in un ristorante locale al 20° piano, incontra Wangnan. Che gli consegna del cibo. Wangnan fa amicizia con lui e si fida. Al piano del primo test, incontra una persona forte e misteriosa che sconfigge tutti prima del suo arrivo. La persona si ricorda dei suoi vecchi compagni, tra cui Khun e Rachel, durante il combattimento e non è in grado di sconfiggere Wangnan e gli altri. |                   |                |
| 15       | 2  | Il Regular più forte 「最強の選別者」 - Saikyō no senbetsu-sha | 14 luglio 2024    | 1º aprile 2025 |
| 15       | 2  | Bam (Viole) ricorda che Rachel gli ha raccontato una storia. Dopo aver superato il primo test, Wangnan, Viole, Kang Horyang, Miseng, Goseng e Hon Akraptor aspettano gli altri candidati in una sala d'attesa. Sono preoccupati per la presenza dell'enormemente potente Viole, un membro della FUG, una grande organizzazione criminale. Wangnan riconosce altri volti familiari come Nia, Yeon Yihwa e Kim Lurker. Yeon Yihwa, riconoscibile per la sua fascia per capelli, è una figlia di una delle dieci grandi famiglie. Lurker presenta Prince come il figlio del presidente della sua azienda. Il presidente corrompe l’esaminatore dell'esame per sistemare i colleghi candidati di Prince per portarlo al 20° piano. Il presidente assume anche dei mercenari per aiutarlo. L’esaminatore del test, Mule Love, spiega il secondo test: un test di rafforzamento fisico usando uno strumento di misurazione Shinsu. Quando i Regolari rafforzano i loro corpi usando Shinsu e toccano il dispositivo, lo schermo mostra il punteggio e il grado. Love spiega che saranno selezionati solo otto candidati. L'esaminatore del test propone un accordo a Viole, che ottiene il punteggio più alto nel test, e si rifiuta di portare chiunque con sé. Jue Viole Grace rivela di essere un candidato FUG Slayer e che la sua missione è quella di uccidere la famiglia Jahad che governa la Torre. Dice all'esaminatore del test di bocciare tutti gli altri candidati. Love propone che farà come dice Viole se lo batterà in una partita uno contro uno, e Viole accetta la sua offerta. Wangnan non riesce a trovare il suo anello nel suo armadietto. Viole trova l'anello, che ha lo stemma di Jahad, sul pavimento e glielo dà. Wangnan per evitare di averlo contro lo fa passare come una moda chiamata stile Jahad. |                   |                |
| 16       | 3  | La stanza della fiducia 「信じられる部屋」 - Shinji rareru heya | 21 luglio 2024    | 1º aprile 2025 |
| 16       | 3  | Wangnan e gli altri si impegnano nella battaglia del test della "Stanza affidabile". Una squadra di almeno sette giocatori deve assicurarsi sei stanze. I giocatori utilizzeranno un telecomando per selezionare un "Leader" e un "guardiani" per ogni stanza. I leader possono reclutare "Compagni" o rubare stanze, trasferendo a se stessi le stanze catturate. I guardiani possono possedere solo stanze che possono essere loro tolte. I leader possono trasferire la proprietà della stanza ai loro alleati e nominare nuovi Guardiani, ma non possono essere Guardiani a loro volta. Per reclutare gli alleati, devono inserire il connettore del Leader nello slot 1 e il connettore dell'alleato nello slot 2, quindi premere il pulsante blu. Per trasferire la proprietà, devono inserire il connettore del ricevitore nello slot 1 e il connettore del guardiano nello slot 2, quindi premere il pulsante rosso. Un membro della squadra deve rimanere sempre in una stanza e la sesta stanza acquisita deve essere la stanza 608, appartenente a Viole e Yihwa. Vince la squadra che acquisisce almeno sette membri e sei stanze. Viole ha regole diverse. Love ha il connettore di Viole. I connettori di Yihwa e Viole hanno entrambi i ruoli di Leader e Guardiano. Viole può vincere prendendo il connettore di Love e la stanza di Yihwa o se rimangono meno di sette partecipanti al test a causa di un conflitto. |                   |                |
| 17       | 4  | Ramen e cielo vasto 「ラーメンと広い空」 - Rāmen to hiroi sora | 28 luglio 2024    | 1º aprile 2025 |
| 17       | 4  | Love dice a Viole che il FUG ha ucciso i suoi genitori e cerca vendetta. Quando Love chiede perché Viole si è unito a FUG, Viole risponde che ha bisogno di incontrare qualcuno di sopra. Yihwa inizia a pensare che Viole potrebbe non essere cattivo dopo averle risparmiato la vita, ma Tin, spacciandosi per Prince, la rapisce. Nel frattempo, Wangnan conquista cinque stanze, lasciando solo quella di Yihwa a vincere. Chiede a Nia se la sua stanza è al sicuro, ma Lurker cattura Nia e le rivela il suo tradimento. Nia racconta di come i suoi compagni lo abbiano tradito e di come un'anziana donna lo abbia aiutato a gestire un ristorante. Quando Lurker li minacciò, Nia accettò di far sì che gli altri regolari non riuscissero a condonare il suo debito. Wangnan dice di non serbare rancore nei confronti di Nia, ma Lurker lo colpisce a morte mentre Wangnan lo supplica di smettere. Lurker rivela di controllare sette stanze, tra cui quella di Prince e quella di Yihwa. Wangnan interrompe la lotta tra Viole e Love prendendo il connettore di Viole da Love e chiedendo il suo aiuto. Quando Lurker ordina a Robdevil di uccidere Prince, Horyang lo salva e Viole aiuta Yihwa a riprendere conoscenza. Wangnan e Viole seguono Lurker nella sua stanza, dove Wangnan nota che Lurker usa una bottiglia d'acqua per controllare lo Shinsu e la prende. Wangnan affronta Lurker, dichiarando che sta ricevendo una punizione divina per tutti coloro che hanno sofferto a causa sua, specialmente Nia. Lurker respinge il ragionamento di Wangnan e lo prende in giro per aver giustificato le sue azioni. Wangnan, infuriato, chiede di sapere come Lurker giustifichi l'uccisione di Nia. Anche se giura di non perdonare mai Lurker, Wangnan alla fine sceglie il perdono, rendendosi conto che continuare il ciclo di ingiustizia non risolve nulla. Lurker si fa beffe di questo, ma Wangnan giura di cambiare le ingiustizie della Torre, promettendo di diventarne il Re e esortando Lurker a vivere decentemente in onore della memoria di Nia. Wangnan quindi scambia i connettori con Viole, permettendo a Viole di rubare l'ultima stanza. Questo forma una nuova squadra guidata da Jue Viole Grace, con Hon Akraptor, Ja Wangnan, Kang Horyang, Prince, Yeo Goseng, Yeo Miseng e Yeon Yihwa. Love si scusa con il direttore del test e offre le sue dimissioni, ma il direttore gli ordina di mandare la squadra al piano di sopra e dimenticare il suo rancore nei confronti del FUG. Dopo che Love se n'è andato, il direttore dice a pesce d'argento che la missione è completa, poiché Wangnan ha superato il test come desiderava il FUG. Viole in seguito chiede a Wangnan perché ha perdonato Lurker. Wangnan spiega che anche lui cerca il perdono e non è diverso da Lurker, poiché potrebbe mentire o uccidere per scalare la Torre. Viole mette in dubbio la sua disperazione di salire, e Wangnan risponde che non gli piace la natura divisiva della Torre e vuole renderla un luogo dove tutti possono ridere e vedere un cielo più grande. |                   |                |
| 18       | 5  | L'altro team 「もうひとつのチーム」 - Mō hitotsu no Chīmu | 4 agosto 2024     | 1º aprile 2025 |
| 18       | 5  | Khun Aguero Agnes ricorda Bam, che lo ha ringraziato per il suo sostegno. Al 25° piano, Khun cerca nuovi membri e scommette sul veloce Edin Dan che se vince, Dan si unirà alla sua squadra; se Dan vince, ottiene il Suspendium. Khun vince e recluta Edin, formando una nuova squadra dopo essersi separata da quella originale. Sospetta che Rachel possa aver ucciso Bam, sapendo che può camminare e sta ingannando gli altri. La sua nuova squadra comprende Edin, Novik, Apple, Michael, Gyetang e Ran. Avverte Shibisu di Rachel prima di separarsi, consigliandogli di continuare a salire con la squadra originale. Khun dice alla sua nuova squadra di diventare amici di Rachel ma di rimanere cauti, promettendo di esaudire i loro desideri una volta diventato capo della famiglia Khun. Nel frattempo, Yihwa indaga sulle voci secondo cui Viole avrebbe causato il caos in un centro commerciale, solo per scoprire un delinquente che lo impersonava e cercava di estorcere denaro a Hwaryun. Viole arriva e sconfigge l'impostore. |                   |                |
| 19       | 6  | Il mago Mazino 「チゲナの花」 - Chigena no hana | 11 agosto 2024    | 1º aprile 2025 |
| 20       | 7  | Il fiore di Zigena 「マジノマジック」 - Maji no Majikku | 18 agosto 2024    | 1º aprile 2025 |
| 21       | 8  | Il suo nome è Emily 「彼女の名はエミリー」 - Kanojo no na wa Emirī | 25 agosto 2024    | 1º aprile 2025 |
| 22       | 9  | Il diavolo con un'ala sola 「片翼の悪魔」 - Hen'yoku no akuma | 1º settembre 2024 | 1º aprile 2025 |
| 23       | 10 | La mano di Arlen 「アルレンの手」 - Aruren no te | 8 settembre 2024  | 1º aprile 2025 |
| 24       | 11 | Un muro spesso e distante 「厚くて遠い壁」 - Atsukute tōi kabe | 15 settembre 2024 | 1º aprile 2025 |
| 25       | 12 | Una nuova prova 「新たな試練」 - Aratana shiren | 22 settembre 2024 | 1º aprile 2025 |
| 26       | 13 | Archimedes 「アルキメデス」 - Arukimedesu | 29 settembre 2024 | 1º aprile 2025 |
| 27       | 14 | L'incontro con il viaggiatore 「旅人との出会い」 - Tabibito to no deai | 6 ottobre 2024    | 12 giugno 2025 |
| 28       | 15 | La promessa di quel giorno 「あの日の約束」 - Ano hi no yakusoku | 13 ottobre 2024   | 12 giugno 2025 |
| 29       | 16 | Bam Venticinquesimo 「二十五日の夜」 - Nijūgonichi no yoru | 20 ottobre 2024   | 12 giugno 2025 |
| 30       | 17 | Funky! 「ファンキー!」 - Fankī! | 27 ottobre 2024   | 12 giugno 2025 |
| 31       | 18 | Il cane rabbioso e la lucertola 「狂犬とトカゲ」 - Kyōken to tokage | 3 novembre 2024   | 12 giugno 2025 |
| 32       | 19 | ALL IN 「ALL IN」 | 10 novembre 2024  | 12 giugno 2025 |
| 33       | 20 | Sul filo del rasoio 「風前の灯火」 - Fūzen no tomoshibi | 17 novembre 2024  | 12 giugno 2025 |
| 34       | 21 | L'inizio dell'alba 「夜明けのはじまり」 - Yoake no hajimari | 24 novembre 2024  | 12 giugno 2025 |
| 35       | 22 | I due dell'Officina 「ふたりのこうぼう」 - Futari no kōbō | 1º dicembre 2024  | 12 giugno 2025 |
| 36       | 23 | La fine dell'alba 「夜明け の 終わり」 - Yoake no owari | 8 dicembre 2024   | 12 giugno 2025 |
| 37       | 24 | Il prezzo della guerra 「戦いの代償」 - Tatakai no daishō | 15 dicembre 2024  | 12 giugno 2025 |
| 38       | 25 | Il ritorno del re 「王の帰還」 - Ōnokikan | 22 dicembre 2024  | 12 giugno 2025 |
| 39       | 26 | L'alba della partenza 「旅立ちの夜明け」 - Tabidachi no yoake | 29 dicembre 2024  | 12 giugno 2025 |

## Accoglienza
Tom Akel, responsabile di Line Webtoon, ha dichiarato nel luglio 2015 che i capitoli settimanali del manhwa sono letti da cinque milioni di persone. Un redattore di AnimeClick.it ha recensito il primo volume del manhwa, trovando curato e dettagliato il worldbuilding e particolarmente interessante la struttura della Torre dove hanno luogo le vicende. I disegni sono stati definiti un po' grezzi, ma non troppo diversi dal character design dell'anime, da cui finirà per discostarsi abbastanza rispetto allo stile fluido e dettaglio acquisito dall'autore con il tempo.